# Liste der Kulturdenkmale in Rechberghausen

Wappen von Rechberghausen

In der Liste der Kulturdenkmale in Rechberghausen werden unbeweglichen Bau- und Kunstdenkmale in Rechberghausen aufgelistet. Diese Liste ist noch unvollständig.

## Allgemein
- Bild: Zeigt ein ausgewähltes Bild aus Commons, „Weitere Bilder“ verweist auf die Bilder im Medienarchiv Wikimedia Commons.
- Bezeichnung: Nennt den Namen, die Bezeichnung oder die Art des Kulturdenkmals.
- Lage: Straßenname und Hausnummer oder Flurstücknummer des Kulturdenkmals, gegebenenfalls auch den Ortsteil. Die Grundsortierung der Liste erfolgt nach dieser Adresse. Der Link (Karte) führt zu verschiedenen Kartendiensten mit der Position des Kulturdenkmals. Fehlt dieser Link, wurden die Koordinaten noch nicht eingetragen. Sind diese bekannt, können sie über ein Tool mit einer Kartenansicht einfach nachgetragen werden. In dieser Kartenansicht sind Kulturdenkmale ohne Koordinaten mit einem roten bzw. orangen Marker dargestellt und können durch Verschieben auf die richtige Position in der Karte mit Koordinaten versehen werden. Kulturdenkmale ohne Bild sind an einem blauen bzw. roten Marker erkennbar.
- Datierung: Baubeginn, Fertigstellung, Datum der Erstnennung oder grobe zeitliche Einordnung entsprechend des Eintrags in der zuständigen Denkmaldatenbank (Landesamt für Denkmalpflege Baden-Württemberg).
- Beschreibung: Kurzcharakteristik des Kulturdenkmals.

## Liste
| Bild           | Bezeichnung                                                    | Lage                 | Datierung                           | Beschreibung | ID |
| -------------- | -------------------------------------------------------------- | -------------------- | ----------------------------------- | --- | -- |
| Weitere Bilder | Neues Schloss                                                  | Amtsgasse 4 (Karte)  | 1721                                | Das neue Schloss, welches heute als Rathaus dient, liegt zentral in Rechenberghausen über dem Marbach. Geschützt nach § 28 DSchG                                                                                    |    |
|                | Katholische Friedhofskapelle St. Michael mit Kreuzwegstationen | Friedhofstraße 19    | 1707, Kreuzwegstationen von 1882/83 | Die Katholische Friedhofskapelle St. Michael mit Kreuzwegstationen liegt am westlichen Rand von Rechenberghausen. Geschützt nach §§ 2, 28 DSchG                                                                     |    |
| Weitere Bilder | Katholische Pfarrkirche                                        | Kirchplatz 1 (Karte) | 1912                                | Die von Ulrich Pohlhammer erbaut katholische Pfarrkirche liegt am nördlichen Rand Rechenberghausens über dem Marbach. Geschützt nach § 2 DSchG                                                                      |    |
| Weitere Bilder | Altes Schloss                                                  | Schlosshof 1         | 1575                                | Das heutige Hofgut mit Torturm, Kapelle, Überresten eines Schlosses aus dem 16.–18. Jahrhundert, und aus einer ursprünglichen Burg hervorgegangen, liegt nördlich von Rechberghausen. Geschützt nach §§ 2, 28 DSchG |    |